# متلازمة لينوكس-غاستو
متلازمة لينوكس-غاستو (LGS) هي حالة صرع بدائية عند الأطفال وتظهر غالباً عند الفئة العمرية من سنتين إلى ست سنوات. وتتمثل بثلاث علامات منها نوبات صرع متعددة الأنواع متكررة، نمط غير طبيعي من موجات الدماغ تكون عبارة عن نشاط موجي بطيء تردده أقل من 2.5 هيرتز، ويتراوح الاعتلال العقلي في هذه الحالة من معتدل إلى حاد.

## العلامات والأعراض
تتنوع الأعراض وتتطور مع تقدم العمر. تتمثل الأعراض المميزة بثالوث مؤلف من النوبات، والضعف الإدراكي، ومشاهدات غير طبيعية على تخطيط كهربية الدماغ. قد لا يظهر الثالوث كاملًا إلا بعد مرور عام حتى عامين بعد نوبة الصرع الأولى.

### النوبات
يبلغ العمر الأقصى لبدء النوبات عادةً ما بين 3 و5 سنوات. تتسم أساسًا بأنها نوبات متكررة -تحدث يوميًا- يصعب علاجها بمضادات الاختلاج. أشارت التقارير إلى تطوير متلازمة لينوكس-غاستو عند نحو 30% من المرضى الذين يعانون داء التشنجات الطفلية (متلازمة ويست).
إن أكثر أنواع النوبات شيوعًا هو النوبات التوترية، وتحدث بصورة متكررة في أثناء نوم حركة العين غير السريعة (90%). تستمر النوبات في البداية بضع ثوانٍ فقط وتُنشط بالنوم. قد يكون تجلي المرض صعب الملاحظة. تشمل التجليات غالبًا حركة الأجفان التوترية مع تغيرات معدل التنفس واتساع حدقة العين، وسلس البول، وزيادة معدل ضربات القلب، والبيغ.
تحدث الحالة الصرعية دون اختلاج في نحو 50% من المرضى. قد تسبب النوبات السقوط المفاجئ ومن ثم الإصابة غالبًا. عادة ما تكون «هجمات السقوط» هذه أول تجليات المتلازمة. تتميز الهجمات بنفضات رمعية عضلية معممة تسبق تقلص العضلات المحورية.

### نتائج مخطط كهربية الدماغ
تتضمن النتائج الموجهة بقوة مركب السفاة والموجة البطيء والثابت (<3 هرتز) على مخطط كهربية الدماغ في أثناء الاستيقاظ. تتكون المركبات عادةً من ارتفاع (مدته <70 مللي ثانية) أو موجة حادة (70-200 ميلي ثانية)، يليها أولًا ترفة عميقة موجبة، ثم موجة سالبة (350-400 ميلي ثانية). لا يسبق كل موجة ارتفاع مفاجئ. تزداد هبات الموجات وتنقص دون وجود نمط بدء وتوقف واضح. قد تظهر موجات سفاة بطيئة في أثناء النوبة أو بين النوبات، أو قد تحدث في غياب أي تغيرات سريرية ملحوظة تساعد على تمييز النمط عن التفريغات المديدة ذات الموجات المرتفعة حتى 3 هرتز.

### شذوذ عيني
تصيب شذوذات العين نحو 90% من الأطفال، وقد تتجلى على شكل خطأ انكساري، وحول، وضعف بصري قشري، واعتلال شبكي سابق لأوانه.

## الأسباب
إن معظم الفيزيولوجيا المرضية للمتلازمة غير معروفة، لكن بعض الأدلة تشير إلى أن فرط الاستثارة القشري يحدث في فترات حاسمة من نمو الدماغ.
يوجد نوعان من إل جي إس: مجهول السبب والثانوي؛ سبب الإصابة مجهولة السبب غير معروف، بينما يحدث إل جي إس الثانوي بسبب مرض مستبطن يكون مسؤولًا عن حدوث المتلازمة. يُعد النوع الثاني الأكثر شيوعًا (70-78% من الحالات)، ويكون إنذاره غالبًا أسوأ من إنذار إل جي إس مجهول السبب. لا يمكن تحديد سبب في ما يصل إلى ثلث الحالات.

### إصابة الدماغ
غالبًا ما تحدث إل جي إس بصورة ثانوية لتلف الدماغ الذي يحدث نتيجة الأذيات في الفترة المحيطة بالولادة، والتهاب الدماغ، والتهاب السحايا، والأورام، وتشوه الدماغ.

### الطفرات الجينية
تندرج بعض الاضطرابات الوراثية ضمن الاضطرابات الأخرى المسؤولة عن حدوث المتلازمة، مثل التصلب الحدبي وعوز مختزلة ميثيلين تتراهيدروفولات الوراثي. قد تكشف الاختبارات الجينية الحديثة المسببات خلف بعض هذه الحالات التي اعتُقد سابقًا أنها مجهولة السبب.
يكشف التقدم المحرَز في تسلسل الجينوم والإكسوم أن بعض الأفراد المصابين بمتلازمة لينوكس-غاستو لديهم طفرات جديدة في مجموعة متنوعة من الجينات، بما فيها CHD2 وGABRB3 وALG13 وSCN2A. رصد اتحاد Epi4K البحثي (2013) طفرات جديدة في 15% على الأقل من مجموعة الدراسة المكونة من 165 مريضًا من مرضى المتلازمة والتشنجات الطفولية باستخدام تسلسل الإكسوم الكامل. وجدت دراسة أجريت عام 2013 تواترًا عاليًا من الاختلاف النادر في عدد النسخ (سي إن في) في المرضى البالغين المصابين بمتلازمة لينوكس-غاستو أو الصرع الشبيه بهذه المتلازمة.
ارتبطت طفرات جين IQSEC2 بهذه المتلازمة أيضًأ؛ يقع هذا الجين على الذراع القصيرة للكروموسوم X (Xp11.22).